# Окислительно-восстановительные индикаторы
Окисли́тельно-восстанови́тельные индика́торы (редо́кс-индика́торы) — вещества-индикаторы, которые применяются для определения точки эквивалентности в окислительно-восстановительных реакциях.
Чаще всего такими индикаторами являются органические соединения, которые проявляют окислительно-восстановительные свойства, и металлоорганические, в которых по достижении определённого потенциала меняется степень окисления металла. В обоих случаях изменения в структуре сопровождаются изменением окраски соединения.

## Классификация

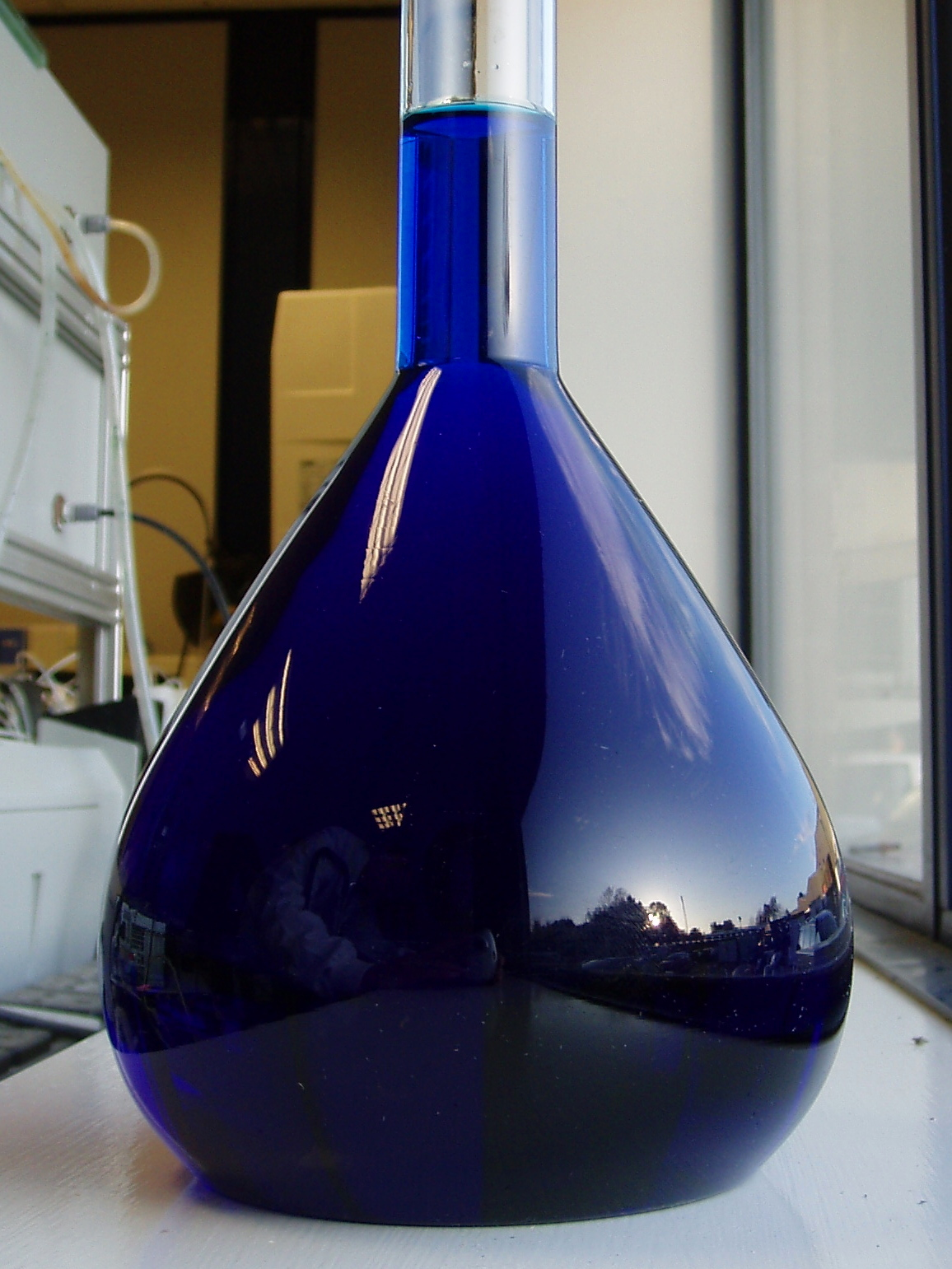
Метиленовый синий

В зависимости от типа взаимодействия различают индикаторы: 
- общие — меняют свою окраску в соответствии с потенциалом и независимо от природы веществ в растворе (например, дифениламин, метиленовый синий);
- специфические — дают реакцию только с определёнными соединениями (крахмал является индикатором на иод, тиоцианат-ионы — на катион Fe3+).

В зависимости от схемы перехода цвета индикаторы делят на:
- одноцветные — одна форма имеет цвет, другая — бесцветная;
- двухцветные — обе формы имеют собственные цвета.

Применяемые индикаторы должны соответствовать требованиям:
- хорошо растворяться в воде, кислотах и других типичных средах для титрования;
- быть устойчивыми к действию света, воздуха, других компонентов в растворе и стабильным при длительном хранении;
- окраски окисленной и восстановленной форм должны чётко отличаться;
- интервал потенциала, на котором происходит переход между формами, должен быть узким и отвечать скачку на кривой титрования;
- окраска должна меняться быстро, а ответная реакция быть полностью обратимой, не нести влияния посторонних реакций;
- изменение цвета раствора в конечный точке титрования должно быть чётким даже при наименьшем количестве добавленного индикатора.

## Протекание реакции

Окисленная и восстановленная формы ферроина (и цвета их комплексов)

Общей схемой действия индикатора является обратная реакция восстановления его окисленной формы:
Indox + ne- ⇌ Indred
Иногда взаимодействие также проходит с участием ионов H+:
Indox + ne- + xH+⇌ Indred; (x может приобретать как положительных, так и отрицательных значений).
Эта реакция не влияет на поведение индикаторов, однако вызывает дополнительный расход титранта.
В общем виде потенциал индикатора, который участвует во взаимодействии, описывается уравнением Нернста:
{\displaystyle \mathrm {E=E_{ox/red}^{0}+{\frac {0,059}{n}}\cdot lg{\frac {[Ind_{ox}]}{[Ind_{red}]}}} },
где E0ox/red — стандартный потенциал для данной пары форм, что соответствует условию [Indox]=[Indred]
Считается, что переход окраски заметен при десятикратном преобладании одной формы над другой. В этом случае множители в уравнении приобретут вид {\displaystyle \mathrm {lg{\frac {10}{1}}} } и {\displaystyle \mathrm {lg{\frac {1}{10}}} }, что равно 1 и -1 соответственно. Из этого предположения следует определение интервала перехода окраски индикатора pT:
{\displaystyle \mathrm {pT=E_{ox/red}^{0}\pm {\frac {0,059}{n}}} }
Например, дифениламин, который имеет стандартный потенциал 0,76 В и совершает переход при участии двух электронов, меняет окраску в диапазоне 0,76±0,03 В. При значениях меньше 0,73 В он является бесцветным, при больших чем 0,79 преобладает фиолетовая форма. В промежутке 0,73—0,79 В окраска меняется постепенно.

## Погрешности при использовании индикаторов
При использовании окислительно-восстановительных индикаторов выделяется три погрешности:
- химическая — отсутствие совпадения конечной точки титрования (момента смены окраски) с реальной точкой эквивалентности. Момент смены определяется потенциалом индикатора, на который могут влиять pH среды и ионная сила раствора, поэтому, например, если в ходе определения сильно меняется значение pH, момент смены окраски может не совпадать со скачком на кривой титрования и вызвать искажения результатов;
- визуальная — неспособность человеческого глаза точно различать изменения окраски;
- индикаторная — расход дополнительного количества титранта на взаимодействие с индикатором.

## Распространённые индикаторы
| Индикатор                       | Цвет формы        | Цвет формы | Стандартный потенциал перехода, В |
| ------------------------------- | ----------------- | ---------- | --------------------------------- |
| Индикатор                       | Indox             | Indred     | Стандартный потенциал перехода, В |
| Нейтральный красный             | красный           | бесцветный | 0,24                              |
| Метиленовый синий               | синий             | бесцветный | 0,53                              |
| Дифениламин                     | фиолетовый        | бесцветный | 0,76                              |
| Дифенилбензидин                 | фиолетовый        | бесцветный | 0,76                              |
| Дифениламинсульфокислота        | красно-фиолетовый | бесцветный | 0,85                              |
| пара-Фенилантранилова кислота   | красно-фиолетовый | бесцветный | 1,08                              |
| Ферроин                         | синий             | красный    | 1,06                              |
| Трис-(2,2'-дипиридилат) рутения | бесцветный        | жёлтый     | 1,33                              |

## Комментарии
1. ↑  Термин редокс происходит от англ. redox: reduction — восстановление и oxidation — окисление.
2. ↑  При [H+] = 1 моль/л (pH = 0).